# 伊斯卡兹
伊斯卡兹，是匈牙利维斯普雷姆州所辖的一个村，总面积15.74平方公里，总人口322，人口密度20.5人/平方公里（2010年1月1日）。